# Calomyscus mystax
Calomyscus mystax é uma espécie de roedor da família Calomyscidae.
Pode ser encontrada no Azerbaijão, Irã e Turcomenistão.